# Sicista concolor
Sicista concolor is een zoogdier uit de familie van de berkenmuizen (Sminthidae). De wetenschappelijke naam van de soort werd voor het eerst geldig gepubliceerd door Büchner in 1892.

## Voorkomen
De soort komt voor in China.